# Ebiet G. Ade
Ebiet G. Ade (född Abid Ghoffar 21 april 1954 i Wanadadi, Banjarnegara) är en indonesisk sångare, låtskrivare, poet och gitarrist.

## Diskografi
- 1979 – Camellia I
- 1979 – Camellia II
- 1980 – Camellia III
- 1980 – Camellia 4
- 1982 – Langkah Berikutnya
- 1982 – Tokoh-tokoh
- 1984 – 1984 (Ebiet G. Ades musikalbum)
- 1985 – Zaman (musikalbum)
- 1986 – Isyu!
- 1987 – Menjaring Matahari
- 1988 – Sketsa Rembulan Emas
- 1990 – Seraut Wajah
- 1995 – Kupu-kupu Kertas
- 1995 – Cinta Sebening Embun
- 1996 – Aku Ingin Pulang
- 1998 – Gamelan (musikalbum)
- 2000 – Balada Sinetron Cinta
- 2001 – Bahasa Langit
- 2007 – In Love: 25th Anniversary